# Souheila Yacoub
Souheila Yacoub (Ginebra, 29 de junio de 1992) es una actriz, gimnasta y ex-reina de belleza suiza.

## Biografía
Yacoub nació en Ginebra, hija de padre tunecino y madre flamenca. Estudió en la Haute École Fédérale de Sport de Macolin y se unió al Equipo Nacional Suizo de Gimnasia Rítmica cuando era adolescente, compitiendo en los Campeonatos del Mundo de Gimnasia Rítmica de 2009 y 2010. Dejó los estudios a los dieciséis años para centrarse en su carrera deportiva. Cuando el equipo no se clasificó para los Juegos Olímpicos, Yacoub abandonó por completo la práctica. Aunque no testificó oficialmente contra los entrenadores en medio de las acusaciones por malos tratos en 2021, apoyó las afirmaciones de sus excompañeras de equipo y relató una serie de anécdotas sobre el comportamiento de los entrenadores, como limitar la cantidad que las integrantes podían comer o beber o sentarlas en el banquillo por ganar algo de peso.
Tras abandonar, Yacoub regresó a su hogar. Sin saber qué hacer a continuación, su hermana le sugirió que se presentara al concurso de belleza Miss Suisse Romande, además de matricularse en clases locales de danza e interpretación. Tras ganar dicho certamen en 2012, recibió una beca para un programa de tres años en la escuela de teatro Cours Florent en París; también tuvo la oportunidad de formarse en el CNSAD.
Yacoub debutó en televisión en seis episodios de la telenovela de France 3 Plus belle la vie. Tras graduarse en el Cours Florent, consiguió su primer papel importante en el teatro parisino como Wahida en la obra de Wajdi Mouawad Tous des oiseaux en el Théâtre National de la Colline. Luego protagonizó la película de terror Climax, de Gaspar Noé (2018) y la miniserie Savages, de Canal+ (2019).
En 2020 apareció en la serie bélica No Man's Land y protagonizó la película en blanco y negro de Philippe Garrel The Salt of Tears, estrenada en la septuagésima edición del Festival Internacional de Cine de Berlín. En 2021 actuó en los filmes franceses The Braves y A Brighter Tomorrow.
En 2024 interpretó el papel de la guerrera fremen Shishakli en la película Dune: Part Two de Denis Villeneuve.

## Filmografía

### Cine
| Año  | Título              | Papel         | Notas |
| ---- | ------------------- | ------------- | ----- |
| 2018 | Climax              | Lou           |       |
| 2018 | Les Affamés         | Eva           |       |
| 2020 | The Salt of Tears   | Betsy         |       |
| 2021 | The Braves          | Margot        |       |
| 2021 | A Brighter Tomorrow | Sarah         |       |
| 2022 | Rise                | Sabrina       |       |
| 2023 | Making Of           | Nadia / Oudia |       |
| 2024 | Dune: Part Two      | Shishakli     |       |
| 2024 | Planet B            |               |       |

### Televisión
| Año  | Título            | Papel       | Notas            |
| ---- | ----------------- | ----------- | ---------------- |
| 2016 | Plus belle la vie | Aïcha       | 6 episodios      |
| 2019 | Savages           | Jasmine     | Miniserie        |
| 2020 | No Man's Land     | Sarya Dogan | Papel recurrente |

### Videoclips
| Canción     | Año  | Artista | Notas |
| ----------- | ---- | ------- | ----- |
| "Trop beau" | 2019 | Lomepal |       |

## Premios y nominaciones
| Año  | Evento                                   | Categoría     | Restulado | Ref.   |
| ---- | ---------------------------------------- | ------------- | --------- | ------ |
| 2022 | Festival Internacional de Cine de Berlín | Shooting Star | Ganadora  | [ 10 ] |